# Nguồn gốc tiếng nói
Nguồn gốc tiếng nói trong Homo sapien sapiens là một chủ đề tranh cãi và gây tranh luận rộng rãi. Các vấn đề liên quan đến việc sử dụng tiếng lưỡi, môi và cơ quan phát âm của con người như là công cụ giao tiếp chưa từng thấy. Trong khi đó những động vật khác chỉ biết kêu lên, nhưng không sử dụng lưỡi để điều chỉnh âm thanh phát ra. Tiếng nói cũng phân biệt với ngôn ngữ, là khái niệm bao hàm "tiếng nói" và các dấu hiệu, văn tự,....

## Khái quát
Mặc dù có sự liên quan đến vấn đề tổng quát hơn về nguồn gốc ngôn ngữ, sự phát triển của khả năng nói riêng biệt của con người đã trở thành một cách rõ ràng và theo nhiều cách riêng biệt về nghiên cứu khoa học . Chủ đề tiếng nói là một chủ đề riêng biệt, bởi ngôn ngữ không nhất thiết phải là nói: nó có thể bằng văn bản hoặc dấu hiệu. Tiếng nói theo ý nghĩa này là tùy chọn, mặc dù nó là phương thức mặc định cho ngôn ngữ.

Vị trí các bộ phận tạo tiếng nói
(thụ động và chủ động):
1. Exo-labial, 2. Endo-labial, 3. Dental, 4. Alveolar, 5. Post-alveolar, 6. Pre-palatal, 7. Palatal, 8. Velar, 9. Uvular, 10. Pharyngeal, 11. Glottal, 12. Epiglottal, 13. Radical, 14. Postero-dorsal, 15. Antero-dorsal, 16. Laminal, 17. Apical, 18. Sub-apical

Trong thực tế khỉ, vượn và người, giống như nhiều động vật khác, đã phát triển các cơ quan chuyên biệt để tạo âm thanh cho mục đích giao tiếp xã hội . Mặt khác, không một con khỉ hoặc vược nào sử dụng lưỡi của nó cho những mục đích như vậy . Việc sử dụng lưỡi, môi và các bộ phận chuyển động khác chỉ có ở loài người, dường như đặt tiếng nói trong một thể loại riêng biệt, làm cho sự xuất hiện và tiến hóa của nó trở thành một thách thức lý thuyết lý thú trong mắt nhiều học giả .